# Porangahau
Pour l’article homonyme, voir Rivière Porangahau.
Porangahau est une petite commune située en Nouvelle-Zélande.

## Situation
Elle est localisée dans le Sud-Est de l'île du Nord, à l'extrémité méridionale de la région de Hawke's Bay, à 45 kilomètres au sud de la ville de Waipukurau. La commune est bordée à l'est par l'océan Pacifique sous la forme d'une longue plage où se trouve l'embouchure du fleuve Porangahau. Outre sa plage, les lieux touristiques de la commune sont un marae, le cap Turnagain (en) et la colline Taumatawhakatangihangakoauauotamateaturipukakapikimaungahoronukupokaiwhenuakitanatahu.